# La Possibilité du mal
La Possibilité du mal (titre original : The Possibility of Evil) est une nouvelle policière de Shirley Jackson, parue pour la première fois dans le magazine américain The Saturday Evening Post le 18 décembre 1965, puis republiée dans les recueils Just an Ordinary Day (1996) et La Loterie et autres contes noirs (Dark Tales, 2016).
Publiée quelques mois après la mort de Jackson, la nouvelle remporte en 1966 le Prix Edgar-Allan-Poe dans la catégorie « meilleure nouvelle ». Elle est considérée par certains critiques comme l'une des meilleures œuvres de Jackson, avec La Loterie, Maison hantée et Nous avons toujours vécu au château.

## Résumé
Miss Adela Strangeworth est une vieille dame inoffensive qui se voit comme la propriétaire de la petite ville dans laquelle elle vit depuis toujours : intéressée par ses habitants, elle n'hésite pas à prendre de leurs nouvelles et à se montrer attentive. Vivant une vie tout à faite ordonnée, elle est également très fière de sa maison, la plus ancienne de la ville, ainsi que des rosiers de son jardin qui font sa renommée et qui ne cessent d'attiser la curiosité des gens de passage. Un matin d'été, alors qu'elle se rend en ville pour faire ses courses, elle remarque que plusieurs habitants qu'elle croise ont une mine sombre et semblent tracassés par d'obscures raisons. Lorsqu'elle rentre chez elle, suivant ses habitudes quotidiennes, elle se met à rédiger des lettres anonymes à ses voisins et aux habitants : basées sur les commérages entendus lors de ses promenades et sur certaines idées infondées qu'elle se fait de la vie des autres, la plupart de ces lettres sont en vérité des courriers de haine et de grossièretés. Elle croit ainsi prévenir le mal qui sévit chez les autres pour mieux les mettre en garde.
Le soir, après avoir rédigé trois nouvelles lettres (une à la famille Crane, une Mrs. Harper et une à Mrs. Foster), elle se rend au bureau de poste pour les expédier. Par inadvertance, elle fait tomber le courrier dédié aux Crane par terre et, sans s'en rendre compte, rentre chez elle. De tous les enfants qui jouaient là, c'est le fils Harris qui voit la lettre tomber et qui la ramasse, faisant le choix de l'apporter aux Crane pour Miss Strangeworth, sans se douter un seul instant de son caractère anonyme.
Le lendemain matin, en ramassant son courrier, Miss Strangeworth découvre qu'elle a reçu à son tour une lettre semblable à celles qu'elle a l'habitude d'envoyer. En lisant ce qu'on lui a écrit, elle fond en sanglots : l'auteur anonyme lui informe que ses roses ont été saccagées.

## Thèmes
Comme dans de nombreuses autres œuvres de Jackson, La Possibilité du Mal met en scène la vie quotidienne dans une petite communauté où, sous couvert d'ordre et de morale, les citoyens s'adonnent des actes immoraux, exprimant leur haine aux autres anonymement et quotidiennement. Ces situations de vies en petite communauté dissimulant des actes barbares se retrouvent notamment dans La Loterie ou encore Nous avons toujours vécu au château.

## Édition française
La Possibilité du mal est traduite pour la première fois en français par Fabienne Duvigneau dans la parution du recueil La Loterie et autres contes noirs par les éditions Payot et Rivages dans leur collection Rivages/Noir en 2019.

## Distinction
La nouvelle a remporté en 1966 le prix Edgar-Allan-Poe dans la catégorie « meilleur nouvelle (best short story) ».